# 愛知県立岡崎特別支援学校
愛知県立岡崎特別支援学校（あいちけんりつ おかざきとくべつしえんがっこう）は、愛知県岡崎市にある公立特別支援学校。肢体不自由児を教育対象とする。2024年4月1日、岡崎市本宿町字古新田から同市美合町字並松に移転した。

## 学部
- 小学部
- 中学部
- 高等部

## 沿革

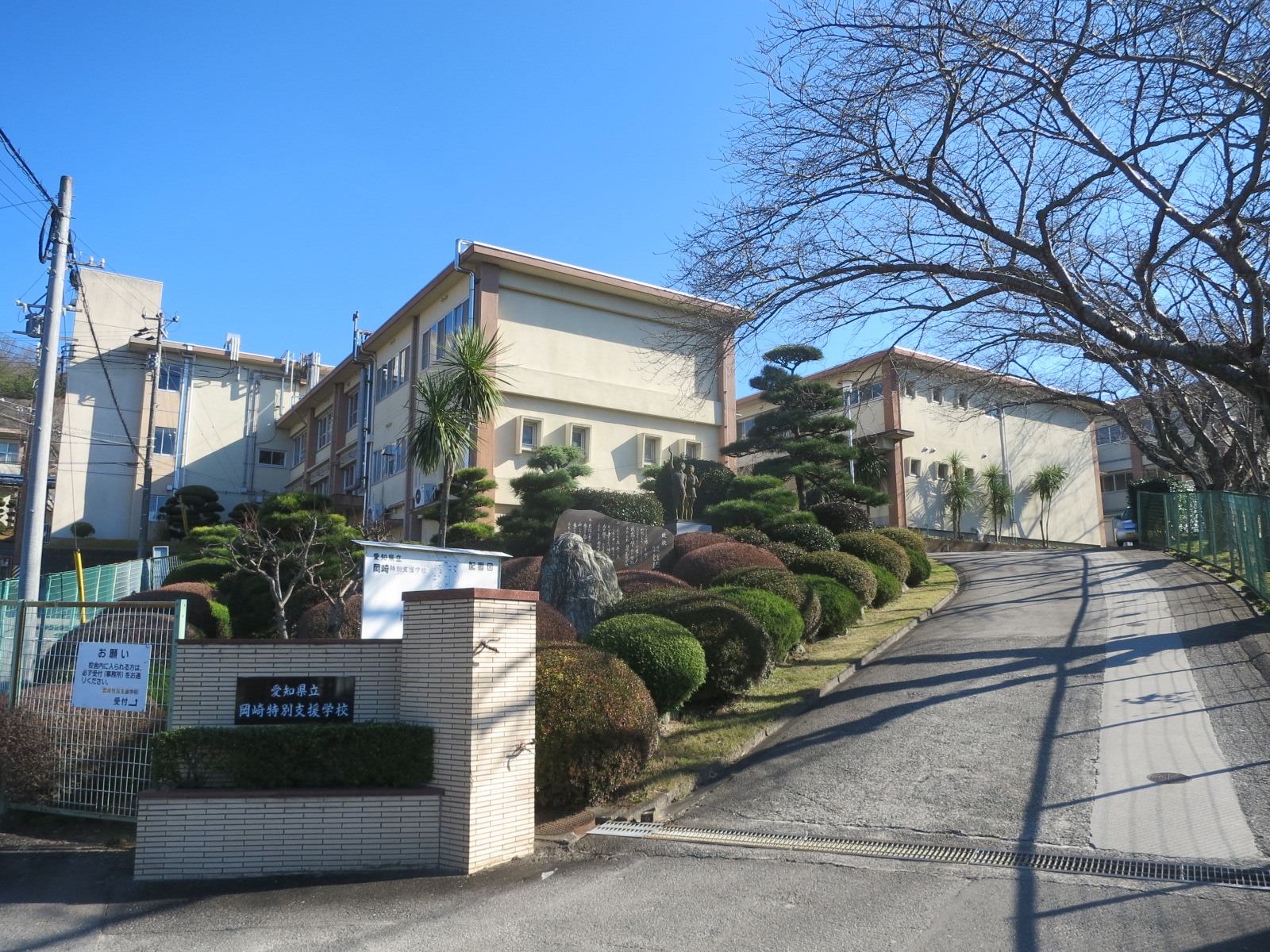
本宿町にあった旧校舎（2015年12月撮影）

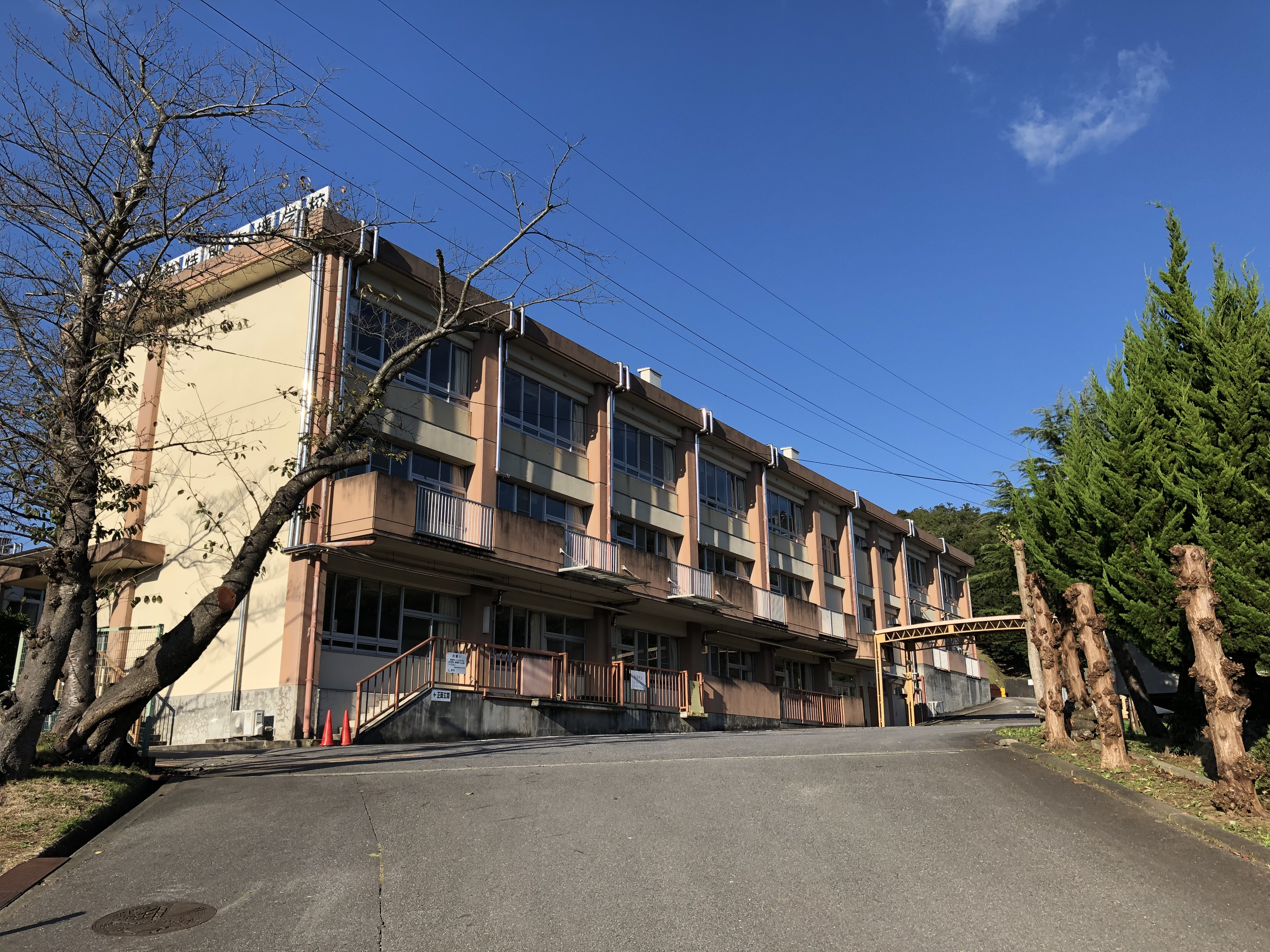
本宿町にあった旧校舎（2020年10月撮影）

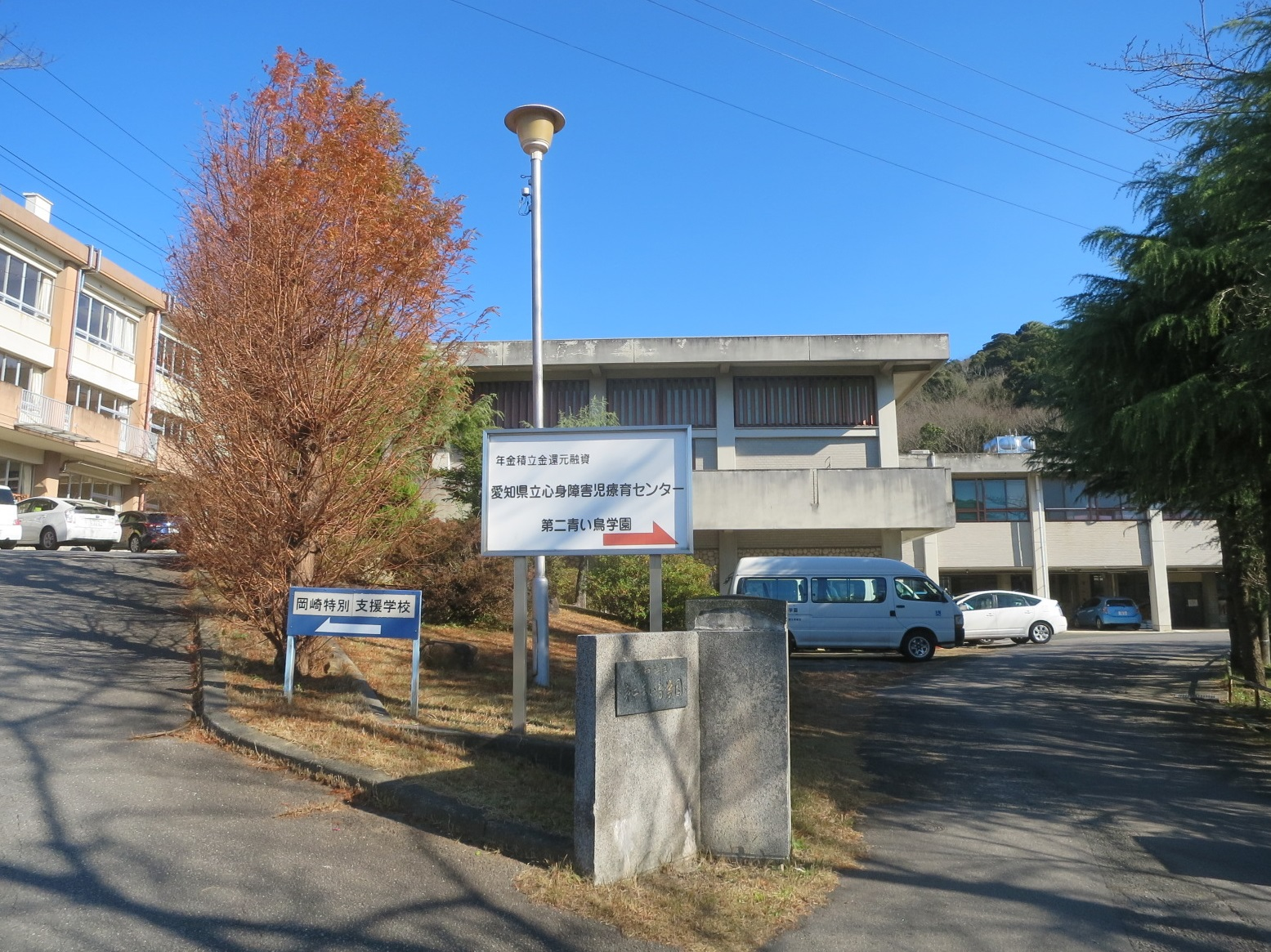
隣接地に旧「愛知県立心身障害児療育センター 第二青い鳥学園」があった頃のその建物（2015年12月撮影）

- 1963年（昭和38年）1月1日 - 「愛知県立岡崎養護学校」が開校[3]。
- 1965年（昭和40年）4月1日 - 高等部設置。
- 1968年（昭和43年）12月12日 - 校歌制定。
- 1976年（昭和51年）9月29日 - 運動場完成。
- 1989年（平成元年）3月31日 - 体育館・水治訓練室竣工。
- 2014年（平成26年）4月1日 - 「愛知県立岡崎特別支援学校」に校名変更。
- 2018年（平成30年）9月28日 - 大村秀章知事は移転新築する考えを明らかにした[4]。
- 2019年（平成31年）
  - 3月11日 - 愛知県教育委員会は、移転先を岡崎市美合町の愛知県立農業大学校の敷地内に決めたと発表した[5]。
  - 4月 - 愛知県教育委員会は、移転整備調査業務の公募型プロポーザルで、受託先を東畑建築事務所に決めた[6]。
- 2022年（令和4年）4月1日 - 西尾市、安城市、碧南市からの長時間通学解消のため同地域を通学区域とした愛知県立にしお特別支援学校新設[7][8]。
- 2024年（令和6年）4月1日 - 岡崎市本宿町字古新田から同市美合町字並松に移転した[2]。

## その他
本校が開校した年の翌年1964年（昭和39年）4月1日、「愛知県立第二青い鳥学園」が隣に開園した。同学園は1984年（昭和59年）4月1日に外来・通園棟を新築し、「愛知県心身障害児療育センター第二青い鳥学園」に名称変更。2016年（平成28年）4月1日、重症心身障害児の入所機能を付加し、名称を「愛知県三河青い鳥医療療育センター」に改め岡崎中央総合公園内に新築移転した。